# Emma cervicornis
Emma cervicornis är en mossdjursart som först beskrevs av William MacGillivray 1869.  Emma cervicornis ingår i släktet Emma och familjen Candidae. Inga underarter finns listade i Catalogue of Life.